# Puntate di Techetechete' (quinta stagione)
La quinta stagione del programma televisivo italiano di videoframmenti Techetechete', denominate Vorrei rivedere e Stasera con noi, composta da 74 puntate, è andata in onda in access prime time su Rai 1 dal 30 maggio all'11 settembre 2016.

## Caratteristiche
Nella quinta stagione il programma si sdoppia: fino al 9 luglio, sotto il titolo Vorrei rivedere, alcuni vip indicano un momento televisivo legato alla loro carriera e un momento delle Teche Rai che vorrebbero rivedere; dall'11 luglio all'11 settembre, sotto il titolo Stasera con noi, è dedicato a quattro vip per puntata. La puntata del 12 luglio, inizialmente prevista, venne cancellata dopo l'incidente ferroviario tra Andria e Corato, in Puglia.

## Puntate

### Vorrei rivedere
| Puntata | Messa in onda | Personaggi richiedenti | Telespettatori | Share  | Fonte  |
| ------- | ------------- | --- | -------------- | ------ | ------ |
| 1       | 30 maggio     | Fabrizio Frizzi, Serena Autieri, Pippo Franco, Paola Perego, Carlo Conti, Maurizio Micheli, Enrico Montesano                                                         | 4.435.000      | 17,55% | [ 1 ]  |
| 2       | 1º giugno     | Claudio Lippi, Amadeus, Leo Gullotta, Dario Laruffa, Platinette, Veronica Pivetti                                                                                    | 3.559.000      | 15,26% | [ 2 ]  |
| 3       | 2 giugno      | Milly Carlucci, Livia Azzariti, Maurizio Battista, Michele Cucuzza, Max Giusti, Remo Girone, Flavio Montrucchio, Tullio Solenghi                                     | 3.774.000      | 16,44% | [ 3 ]  |
| 4       | 4 giugno      | Gigi Proietti, Amanda Lear, Adele Ammendola, Simone Cristicchi, Cristiano Malgioglio, Maria Giovanna Elmi, Mal, Bianca Guaccero                                      | 3.205.000      | 16,13% | [ 4 ]  |
| 5       | 5 giugno      | Teo Teocoli, Gigi D'Alessio, Piero Badaloni, Lando Buzzanca, Gianni Ippoliti                                                                                         | 3.422.000      | 15,52% | [ 5 ]  |
| 6       | 9 giugno      | Puntata speciale dedicata a Pippo Baudo, in occasione del suo ottantesimo compleanno                                                                                 | 3.975.000      | 16,43% | [ 6 ]  |
| 7       | 20 giugno     | Francesco Facchinetti, Maria Concetta Mattei, Anna Falchi, Francesco Giorgino, Alba Parietti, Carmen Lasorella, Gabriele Cirilli                                     | 3.069.000      | 12,77% | [ 7 ]  |
| 8       | 23 giugno     | Attilio Romita, Fabio Fazio, Nino Frassica, Paolo Belli, Silvan, Flavio Insinna, Mariolina Sattanino, Stefano D'Orazio                                               | 3.397.000      | 15,94% | [ 8 ]  |
| 9       | 24 giugno     | Marco Presta, Antonello Dose, Tiberio Timperi, Emma D'Aquino, Lorella Cuccarini, Pino Insegno, Jack La Cayenne, Neri Marcorè                                         | 3.044.000      | 15,13% | [ 9 ]  |
| 10      | 28 giugno     | Renzo Arbore, Cristina Parodi, Marco Liorni, Gloria Guida, Simona Marchini, Marisa Laurito                                                                           | 3.600.000      | 17,01% | [ 10 ] |
| 11      | 29 giugno     | Puntata speciale dedicata alle signorine buonasera: Mariolina Cannuli, Gabriella Farinon, Rosanna Vaudetti, Elisa Silvestrin, Claudia Andreatti, Nicoletta Orsomando | 3.536.000      | 17,34% | [ 11 ] |
| 12      | 4 luglio      | Alberto Matano, Maurizio Costanzo, Massimo Giletti, Nino Benvenuti, Enzo Decaro, Gigi Marzullo, Michele Guardì, Anna Tatangelo                                       | 3.523.000      | 16,81% | [ 12 ] |
| 13      | 5 luglio      | Lillo & Greg, Barbara Carfagna, Memo Remigi, Diego Dalla Palma, Max Tortora, Andy Luotto                                                                             | 3.687.000      | 17,09% | [ 13 ] |
| 14      | 8 luglio      | Pupo, Paolo Fox, Lino Banfi, Gianni Mazza, Ugo Gregoretti, Eleonora Giorgi                                                                                           | 2.942.000      | 16,40% | [ 14 ] |
| 15      | 9 luglio      | Massimo Wertmüller, Franca Leosini, Bruno Vespa, Mita Medici, Milena Gabanelli, Paola Cortellesi                                                                     | 2.513.000      | 17,28% | [ 15 ] |

### Stasera con noi
| Puntata | Messa in onda | Personaggi protagonisti                                                    | Personaggio richiesto                                     | Telespettatori | Share  | Fonte  |
| ------- | ------------- | -------------------------------------------------------------------------- | --------------------------------------------------------- | -------------- | ------ | ------ |
| 16      | 11 luglio     | Lino Banfi                                                                 | -                                                         | 3.645.000      | 17.56% | [ 16 ] |
| 17      | 13 luglio     | Alberto Lupo, Paolo Bonolis, Francesco Renga, Lucio Battisti               | Enzo Jannacci                                             | 3.560.000      | 17.55% | [ 17 ] |
| 18      | 14 luglio     | Vittorio Gassman, Lola Falana, Il Trio, Massimo Ranieri                    | Max Gazzè                                                 | 3.800.000      | 18.51% | [ 18 ] |
| 19      | 15 luglio     | Puntata speciale dedicata alle vittime dell'attentato terroristico a Nizza | -                                                         | 3.514.000      | 17.11% | [ 20 ] |
| 20      | 16 luglio     | Mina, Gianfranco Funari, Antonello Venditti, Corrado Guzzanti              | Franco Califano                                           | 3.134.000      | 19.24% | [ 21 ] |
| 21      | 17 luglio     | Puntata speciale dedicata alle meteore                                     | Sheila & B. Devotion                                      | 3.457.000      | 19.61% | [ 22 ] |
| 22      | 18 luglio     | Antonella Clerici, Aldo Fabrizi, Ivan Graziani, Patty Pravo                | Renato Zero                                               | 3.875.000      | 18.74% | [ 23 ] |
| 23      | 19 luglio     | Riccardo Cocciante, Umberto Tozzi, Ugo Tognazzi, Franco e Ciccio           | Gloriana                                                  | 3.673.000      | 18.37% | [ 24 ] |
| 24      | 20 luglio     | Claudio Villa, Andrea Bocelli, Vincenzo Salemme, Carlo Verdone             | Rino Gaetano                                              | 3.539.000      | 18.47% | [ 25 ] |
| 25      | 21 luglio     | Nek, Claudio Baglioni, Bice Valori, Gigi Proietti                          | Maurizio Battista                                         | 3.481.000      | 18.86% | [ 26 ] |
| 26      | 24 luglio     | Puntata speciale dedicata ai duetti più belli della TV                     | Roberto Bolle                                             | 3.299.000      | 19.70% | [ 28 ] |
| 27      | 25 luglio     | Raffaella Carrà, Tiziano Ferro, Gabriele Cirilli, Rettore                  | Julio Iglesias                                            | 3.891.000      | 18.93% | [ 29 ] |
| 28      | 26 luglio     | Lucio Dalla, Orietta Berti, Paolo Villaggio, Piero Chiambretti             | Wess & Dori Ghezzi                                        | 3.599.000      | 18.56% | [ 30 ] |
| 29      | 27 luglio     | Alighiero Noschese, Neri Marcorè, Lucia Ocone, Stadio                      | Wanda Osiris                                              | 3.502.000      | 17.98% | [ 31 ] |
| 30      | 28 luglio     | Franco e Ciccio, Lillo & Greg, Loredana Bertè, Emma                        | Mina                                                      | 3.878.000      | 19.90% | [ 32 ] |
| 31      | 29 luglio     | Mike Bongiorno, Fabio Fazio, Mino Reitano, Arisa                           | Enrico Montesano                                          | 3.251.000      | 18.64% | [ 33 ] |
| 32      | 30 luglio     | Il Trio, Peppino De Filippo, Toto Cutugno, Milva                           | Raffaele Pisu e Provolino                                 | 3.283.000      | 21.45% | [ 34 ] |
| 33      | 31 luglio     | Puntata speciale dal titolo Gelosia e tradimenti                           | Claudio Baglioni                                          | 3.364.000      | 20.28% | [ 35 ] |
| 34      | 1º agosto     | Anna Marchesini                                                            | -                                                         | 3.931.000      | 20.38% | [ 36 ] |
| 35      | 2 agosto      | Rita Pavone, Enrico Montesano, Lando Buzzanca, Max Gazzè                   | Ric e Gian                                                | 3.437.000      | 18.53% | [ 37 ] |
| 36      | 3 agosto      | Lelio Luttazzi, Marisa Del Frate, Fiorello, Irene Grandi                   | Raimondo Vianello e Ugo Tognazzi                          | 3.499.000      | 19.55% | [ 38 ] |
| 37      | 4 agosto      | Mia Martini, Loretta Goggi, Don Lurio, Mina                                | Matia Bazar                                               | 3.823.000      | 20.43% | [ 39 ] |
| 38      | 5 agosto      | Cochi e Renato, Ficarra e Picone, Caterina Caselli, Biagio Antonacci       | Anna Oxa                                                  | 3.591.000      | 19.47% | [ 40 ] |
| 39      | 6 agosto      | Gianni Morandi, Paola Cortellesi, Monica Vitti, Negramaro                  | Totò e Mario Castellani                                   | 2.656.000      | 16.61% | [ 41 ] |
| 40      | 7 agosto      | Puntata speciale dedicata ai tormentoni estivi                             | Dik Dik                                                   | 2.805.000      | 16.55% | [ 42 ] |
| 41      | 8 agosto      | Pino Daniele, Alessandro Siani, Paolo Panelli, The Rokes                   | Adriano Celentano e Mina                                  | 3.092.000      | 16.02% | [ 43 ] |
| 42      | 9 agosto      | Walter Chiari, Fred Buscaglione, Jovanotti, Serena Dandini                 | Marisa Laurito                                            | 3.010.000      | 16.35% | [ 44 ] |
| 43      | 10 agosto     | Christian De Sica, Elio e le Storie Tese, Carlo Dapporto, Mal              | Johnny Dorelli                                            | 3.014.000      | 17.02% | [ 45 ] |
| 44      | 11 agosto     | Il Volo, Pippo Franco, Lucio Dalla, Elisa                                  | Stefania Rotolo                                           | 3.478.000      | 19.17% | [ 46 ] |
| 45      | 12 agosto     | Amanda Lear, Milly Carlucci, Fabrizio Frizzi, Giuni Russo                  | Kate Bush                                                 | 3.115.000      | 17.60% | [ 47 ] |
| 46      | 13 agosto     | Sandra & Raimondo, Gino Paoli, Enzo Jannacci, Maurizio Crozza              | Claudio Villa                                             | 2.628.000      | 17.79% | [ 48 ] |
| 47      | 14 agosto     | Puntata speciale dal titolo La notte                                       | Sigla de Il segno del comando Ugo Pagliai e Carla Gravina | 2.265.000      | 14.90% | [ 49 ] |
| 48      | 15 agosto     | Puntata speciale dedicata ai terzetti                                      | Signorine buonasera                                       | 2.561.000      | 17.82% | [ 51 ] |
| 49      | 16 agosto     | Ettore Bernabei                                                            | -                                                         | 2.716.000      | 15.85% | [ 52 ] |
| 50      | 17 agosto     | Mogol                                                                      | Heather Parisi                                            | 3.248.000      | 18.21% | [ 53 ] |
| 51      | 18 agosto     | Corrado, Gianni Morandi, Nino Frassica, Ligabue                            | Quartetto Cetra                                           | 3.440.000      | 19.68% | [ 54 ] |
| 52      | 19 agosto     | Enrico Montesano, Daniele Formica, Bruno Lauzi, Laura Pausini              | Pooh                                                      | 2.613.000      | 15.02% | [ 55 ] |
| 53      | 20 agosto     | Fiorello, Malika Ayane, Gianni Agus, Little Tony                           | Gigi Proietti                                             | 2.663.000      | 16.35% | [ 56 ] |
| 54      | 21 agosto     | Puntata speciale dal titolo L'amore è nell'aria                            | Lucio Battisti                                            | 3.065.000      | 17.53% | [ 57 ] |
| 55      | 22 agosto     | Franca Valeri, Al Bano & Romina, Nada, Caterina Guzzanti                   | Nino Taranto                                              | 3.709.000      | 19.40% | [ 58 ] |
| 56      | 23 agosto     | Rita Pavone, Noemi, Aldo, Giovanni e Giacomo, Ric e Gian                   | Marcello Mastroianni e Mina                               | 3.581.000      | 18.60% | [ 59 ] |
| 57      | 24 agosto     | Puntate speciali dedicate alle vittime del terremoto nel Centro Italia     | -                                                         | 3.325.000      | 17.81% | [ 61 ] |
| 58      | 25 agosto     | Puntate speciali dedicate alle vittime del terremoto nel Centro Italia     | -                                                         | 3.263.000      | 17.89% | [ 62 ] |
| 59      | 26 agosto     | Puntate speciali dedicate alle vittime del terremoto nel Centro Italia     | -                                                         | 3.633.000      | 20.33% | [ 63 ] |
| 60      | 27 agosto     | Luciano Pavarotti                                                          | -                                                         | 3.185.000      | 19.78% | [ 64 ] |
| 61      | 28 agosto     | Puntata speciale dal titolo Il cinema                                      | Vincenzo Crocitti                                         | 3.080.000      | 17.62% | [ 65 ] |
| 62      | 29 agosto     | Pooh, Vasco Rossi, Marco Mengoni                                           | Massimo Ranieri                                           | 4.229.000      | 20.53% | [ 66 ] |
| 63      | 30 agosto     | Milva, Ornella Vanoni, Iva Zanicchi                                        | Pierangelo Bertoli                                        | 3.241.000      | 15.91% | [ 67 ] |
| 64      | 31 agosto     | Gianni Morandi                                                             | -                                                         | 4.111.000      | 19.62% | [ 68 ] |
| 65      | 2 settembre   | Raimondo Vianello, Maurizio Micheli, Ricchi e Poveri, Ivano Fossati        | Raffaella Carrà e Topo Gigio                              | 3.933.000      | 19.91% | [ 69 ] |
| 66      | 3 settembre   | Enzo Tortora, Domenico Modugno, Johnny Dorelli, Franco Battiato            | Gianna Nannini                                            | 3.317.000      | 19.39% | [ 70 ] |
| 67      | 4 settembre   | Raffaella Carrà, Renato Zero, Rino Gaetano, Isabella Biagini               | Tiziano Ferro                                             | 3.657.000      | 19.17% | [ 71 ] |
| 68      | 6 settembre   | Puntata speciale dedicata ai duetti                                        | -                                                         | 4.320.000      | 18.28% | [ 72 ] |
| 69      | 7 settembre   | Gigi D'Alessio, Anna Tatangelo, Max Tortora, Gino Bramieri                 | Lando Fiorini                                             | 4.580.000      | 19.77% | [ 73 ] |
| 70      | 8 settembre   | Simone Cristicchi, Giorgio Gaber, Gigliola Cinquetti, Renzo Arbore         | Cristiano Malgioglio                                      | 4.247.000      | 18.66% | [ 74 ] |
| 71      | 9 settembre   | Anna Oxa, Marisa Laurito, Edoardo Bennato, Carlo Verdone                   | Vasco Rossi                                               | 4.114.000      | 18.85% | [ 75 ] |
| 72      | 10 settembre  | Puntata speciale dedicata ai gruppi musicali                               | Nomadi                                                    | 3.605.000      | 18.66% | [ 76 ] |
| 73      | 11 settembre  | Puntata speciale dedicata alla pace                                        | -                                                         | 3.591.000      | 16.16% | [ 77 ] |